# Кантианство
Кантианство се нарича съвкупност от учения с отправна точка трудовете на Имануел Кант.
Течението не е единна школа и се характеризира с полемичността си по отношение на теориите на Кант. През 19 век прераства в неокантианство.